# James Hill (Sportschütze)
James Enoch „Jim“ Hill (* 30. Oktober 1929 in Chicago; † 8. August 2018 in Carlinville) war ein US-amerikanischer Sportschütze.

## Erfolge
James Hill nahm an den Olympischen Spielen 1960 in Rom teil. Im Dreistellungskampf mit dem Kleinkalibergewehr kam er nicht über den 24. Platz hinaus, während er im liegenden Anschlag mit 589 Punkten den zweiten Platz belegte. So erhielt er hinter Peter Kohnke und vor Enrico Forcella die Silbermedaille. Zwei Jahre später gewann er bei den Weltmeisterschaften in Kairo mit dem Kleinkaliber in der Einzelkonkurrenz des liegenden Anschlags die Bronzemedaille und wurde im Mannschaftswettbewerb Vizeweltmeister. Die Mannschaftskonkurrenz im Dreistellungskampf beendete er auf dem dritten Platz.
Hill diente im US Marine Corps und bekleidete 1960 den Rang eines Gunnery Sergeants.